# 潘廷章

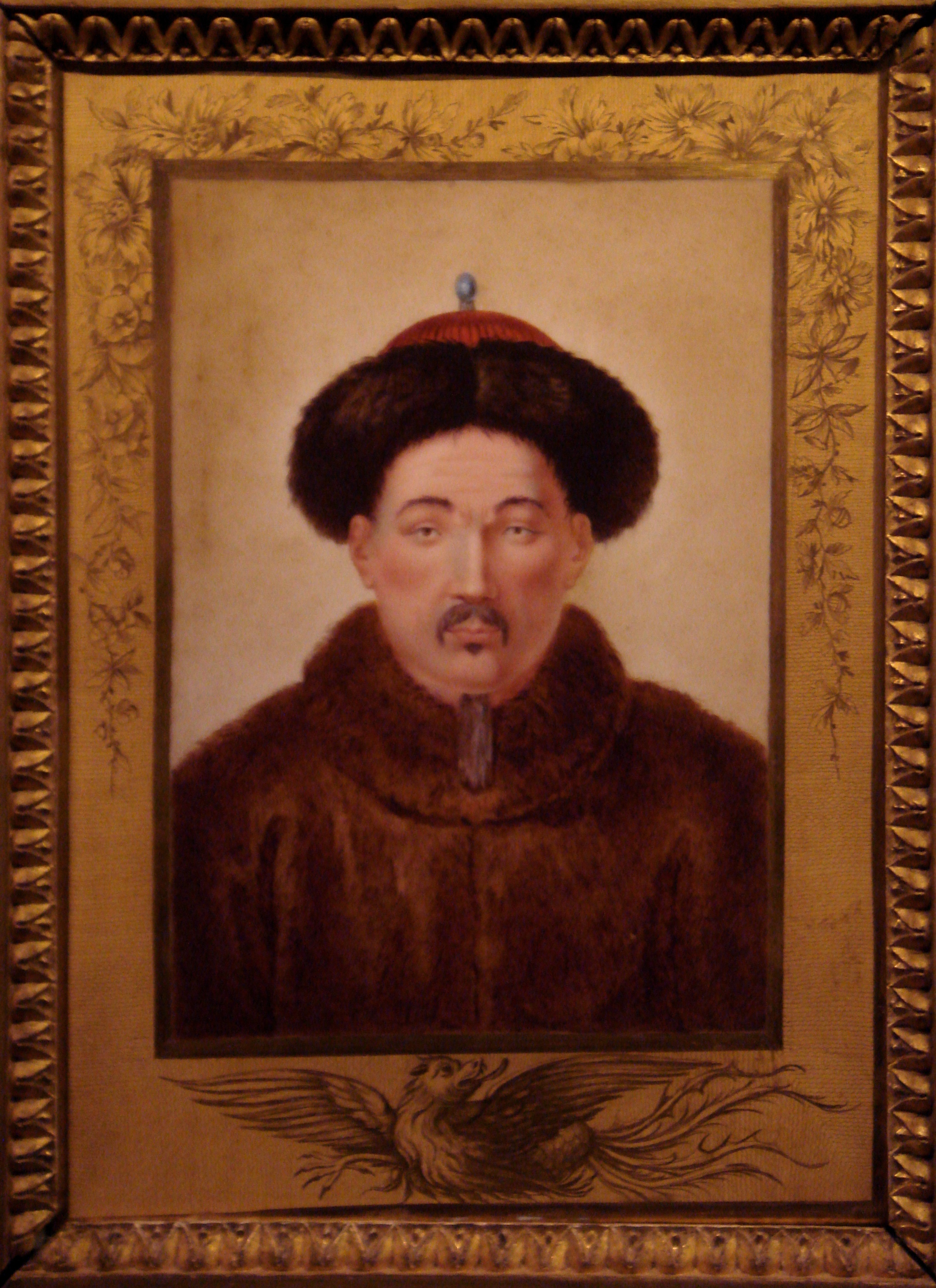
他人仿潘廷章绘乾隆帝像

潘廷章（Giuseppe Panzi，1734年—19世纪1812年前），意大利人，天主教耶稣会传教士，清朝宫廷画家。
潘廷章于乾隆三十六年（1771年）来到中国，两年之后在法国传教士蒋友仁推荐下供奉内廷，成为宫廷画家。嘉庆十七年（1812年）前在北京逝世。
他曾为乾隆皇帝绘制过油画肖像。在乾隆平定大小金川后，他还与艾启蒙一同为数百功臣作油画肖像。而现存于故宫博物院的《廓尔喀贡马象图》卷，则是他与贺清泰两人合作的作品。